# 台湾大陳人
台湾大陳人（たいわんだいちんじん、台: 臺灣大陳人）または大陳義胞（だいちんぎほう）とは、1955年（民国44年）2月の大陳島撤退作戦によって中華民国浙江省沿岸の大陳島・漁山列島・披山島・南麂列島から台湾に避難した住民を指す言葉である。

## 歴史

### 台湾への避難

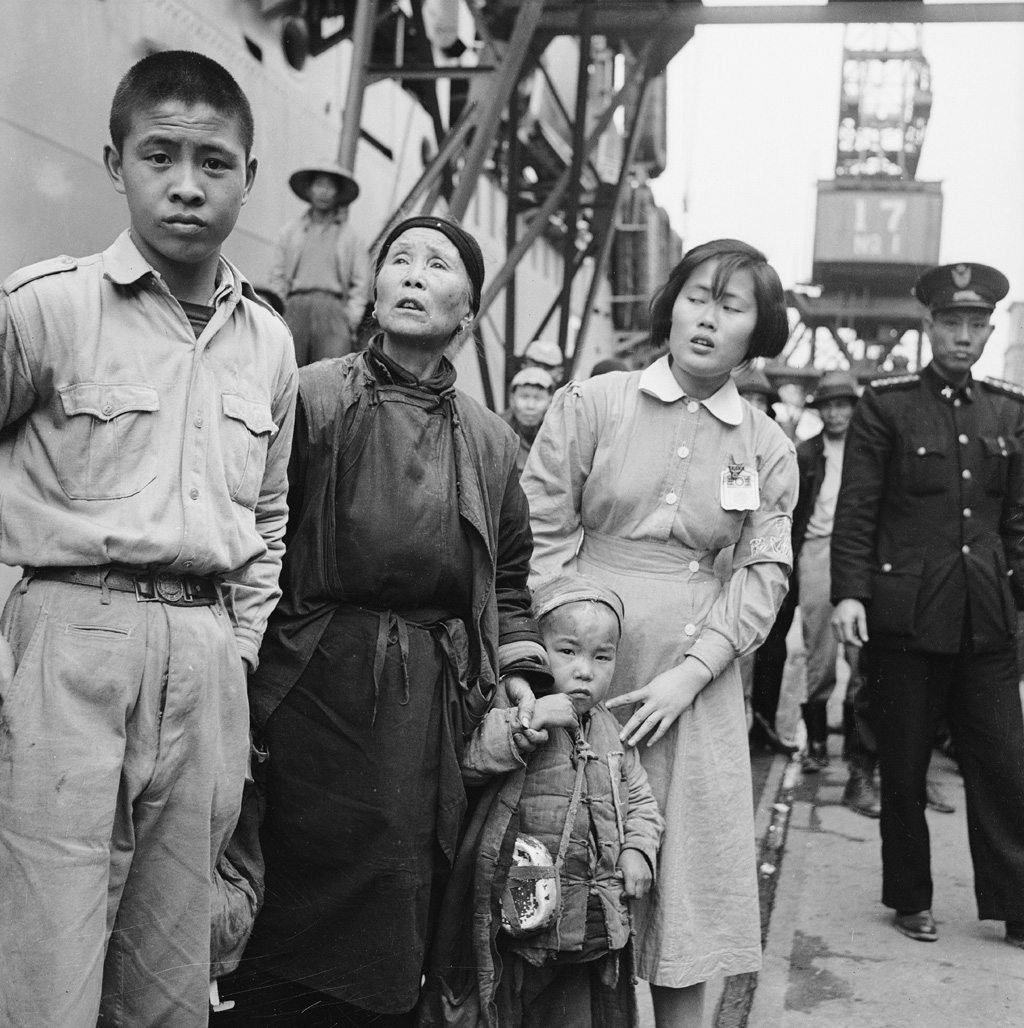
台湾に上陸した大陳人（1955年）

第二次国共内戦での敗北によって中華民国政府は台湾に撤退し、その実効支配領域は台湾省全土と福建省・浙江省沿岸の島々などに限られた。中国共産党の支配から逃れるため、大陳島をはじめとした浙江省沿岸の島々には大陸からの難民が集まった。
1951年（民国40年）、反共救国軍が設立され、3月には大陳島に浙江反共救国軍指揮部が設置されて大陸反攻の拠点とされた。しかし、1953年（民国42年）8月には総統の蔣介石によって反攻の中止と防衛への専念が決定された。
1954年（民国43年）、中国人民解放軍は中華民国領の金門・馬祖・大陳への軍事行動を開始した。11月14日には大陳島沖にて哨戒中の護衛駆逐艦「太平」が人民解放軍海軍の魚雷攻撃を受けて沈没した。1955年（民国44年）1月18日、大陳島に近い一江山島に人民解放軍が上陸し、翌1月19日に陥落した（一江山島戦役）。一江山島の陥落によって大陳島の防衛が困難となった。それに加えて「台湾からの距離が遠いため補給が困難」「大陸沿岸の島嶼部は米華相互防衛条約の適用範囲外」といった理由もあり、中華民国政府は大陳島およびその周辺の島々（漁山列島・披山島・南麂列島）の放棄を決定し、アメリカ軍と共に撤退計画（金剛計画）を策定した。2月8日、アメリカ第7艦隊の援護の下で中華民国国軍による撤退作戦が始まり、2月11日までの4日間で約28,000人の住民と1万人以上の軍人を台湾に移送した。その後、中華民国政府は浙江省の全領土の喪失を宣言し、浙江省政府を廃止した。

### 「大陳義胞」

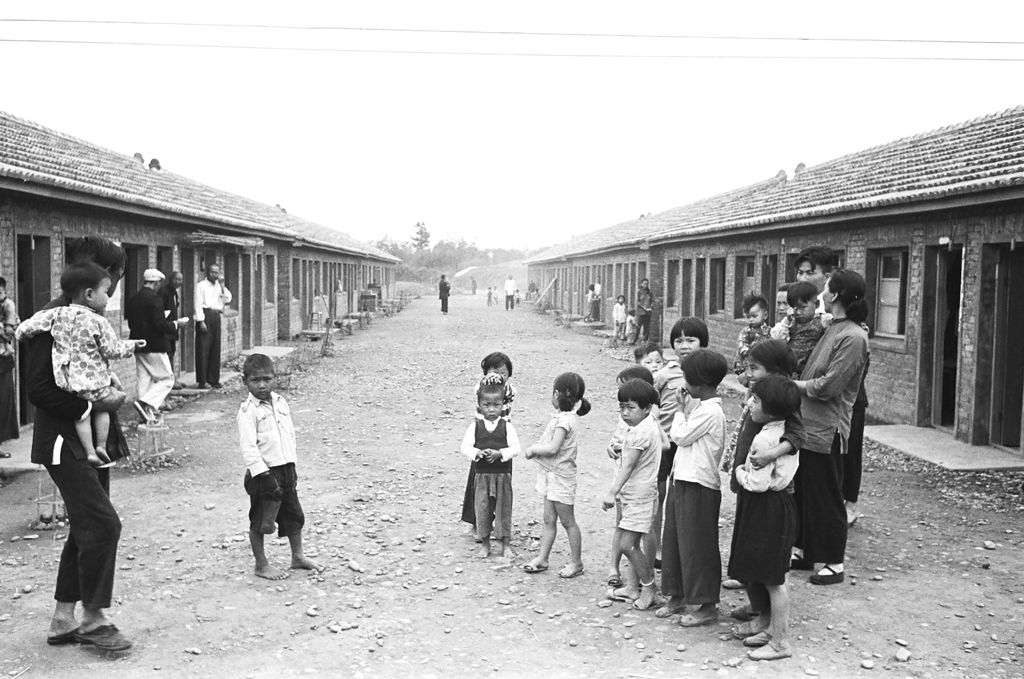
新たな住居の完成を待つ大陳人たち（1956年）

当時の政府には、台湾に避難した大陳人を単なる「難民」ではなく、国家に忠義を尽くすため故郷を捨てた「義胞」として扱い、撤退作戦を「米華同盟の成功」とすることで蔣介石政権の権威を高めようとする思惑があった。1955年2月12日、台湾省議会は「大陳義胞」の援助を目的とした「一人一元救済運動」を開始し、以下のように宣伝された。
この度、大陳の同胞は共匪を忌み嫌って自らの生活を破壊して自由へと走り、我が民族の偉大な忠義精神と黄帝の子孫の忍耐強さを発揚し、全世界に示した。これは我ら台湾省の同胞にとっても光栄なことである。
1955年1月28日、内政部・台湾省政府・中国大陸災胞救済総会（現：中華救助総会）によって、大陳人の受け入れ・再定住を担当する機関である大陳地区反共義胞来台輔導委員会が設立された。台湾に到着した大陳人たちは一時的に基隆市内の招待所に収容され、その後台湾の各地に建設された35の眷村（大陳新村）に移った。「漁師を海岸の新村に住ませて漁船を与える」「農民に農地を与える」「醸造家をワイナリーに配属する」など、元々の職業を考慮した割り振りが行われたほか、キャリアカウンセリングも行われた。しかし大陳人たちの教育水準が低かったためにうまくいかず、大半は依然として困窮状態にあった。1958年（民国47年）、全住民の再定住が完了して輔導委員会は解散し、大陳人に関する業務は台湾省政府社会処の管轄となった。1964年（民国53年）以降、政府は大陳人たちを船員や港湾労働者とするために訓練を始め、次第に経済状態は良くなっていった。

## 文化

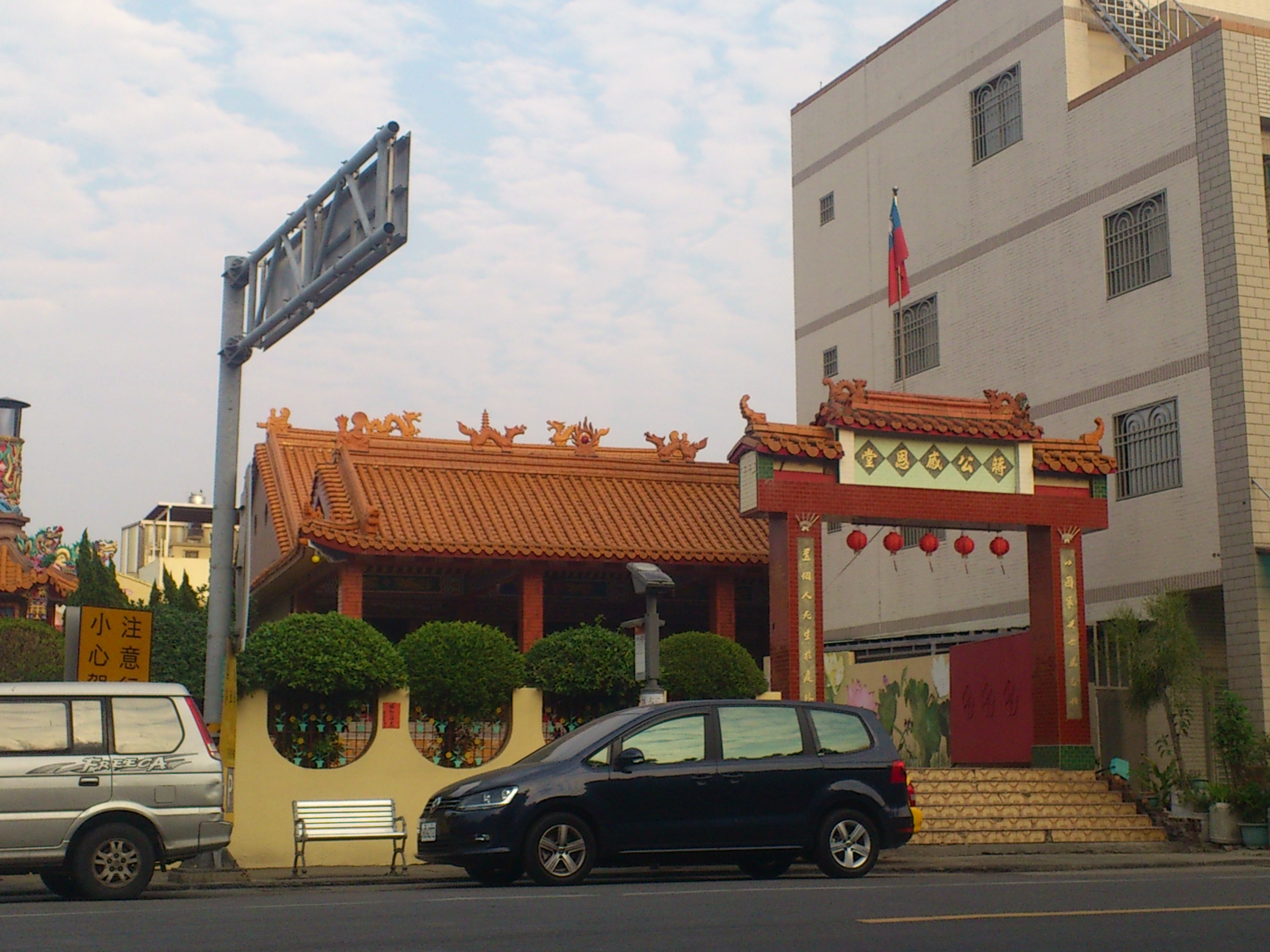
蔣公感恩堂

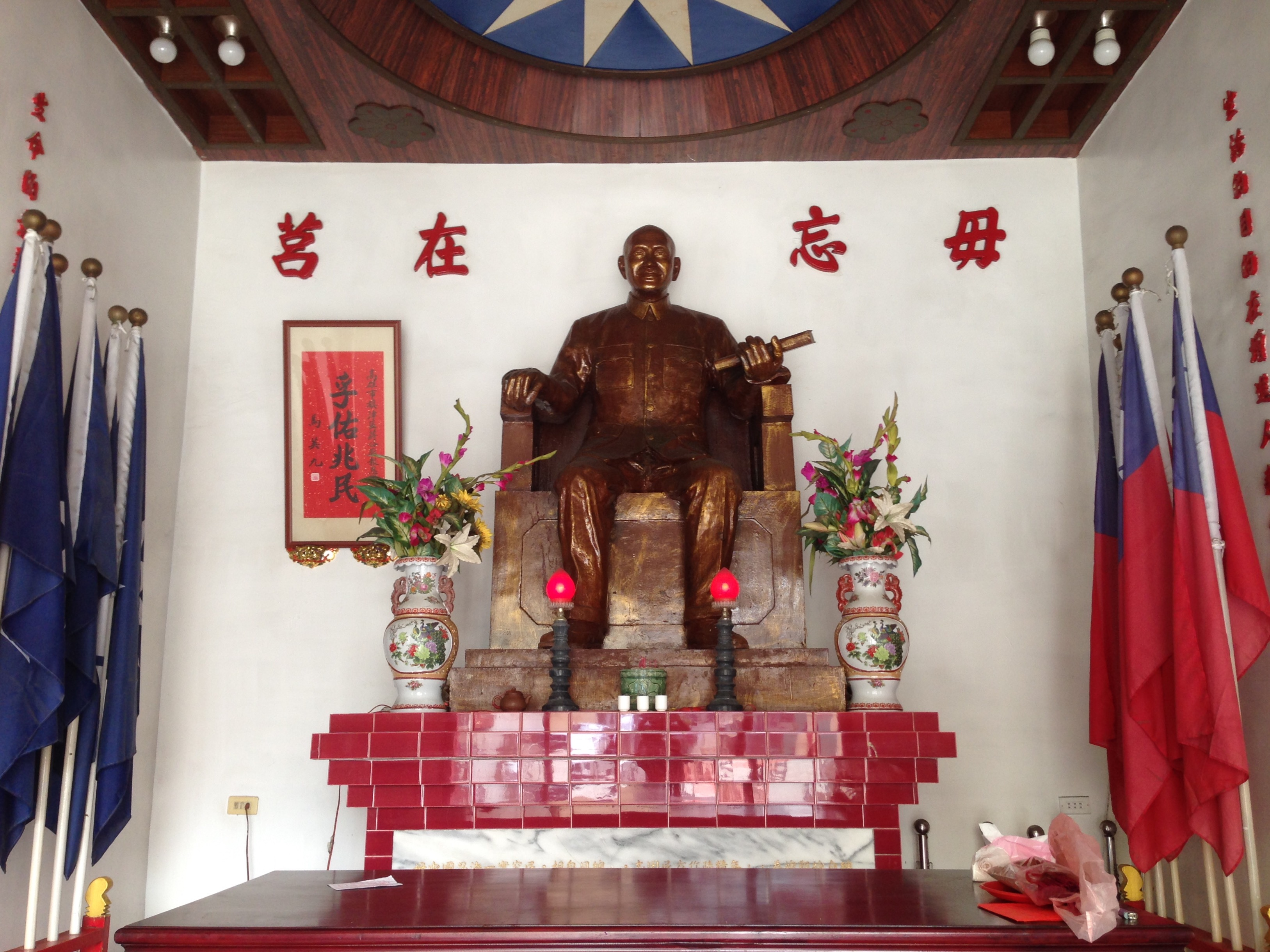
蔣公報恩観で祀られている蔣介石像

現在の台湾で「大陳人」「大陳義胞」と呼ばれている人々は全員が大陳島の出身とは限らず、大陳島周辺の他の島や、大陸失陥時に沿岸の島々に逃れた大陸の住民も含まれている。大陳人の大部分は呉越民系に属し、呉語の一方言の台州語を話す。また、先祖が福建省から大陳島に移住してきた一部住民は閩東語や閩南語も話す。
大陳人が台湾に渡ると、大陳年糕や鬆糕（米粉の蒸しケーキ）、麥油煎（米粉を用いた春巻き）といった郷土料理も台湾に持ち込まれた。
大陳新村では威武陳元帥、漁師大神、阮弼真君、平水禹王、楊府爺、華光大帝などの多彩な神が祀られており、台湾の民間信仰とは違った様相を呈している。この他にも、媽祖、観音菩薩、三官大帝といった台湾と共通の神仏も信仰対象となっている。
また、歴史的な経緯から蔣介石・蔣経国親子も崇拝対象とされており、多くの大陳新村には蔣介石の像が設置されている。1954年5月、蔣介石は視察のため大陳島を訪問した。蔣経国は政戦部主任として4回も大陳島を訪れて戦地政務を視察し、住民に安堵感を与えた。1975年（民国64年）に蔣介石が死去すると、国立国父紀念館で行われた葬儀に各大陳新村の代表35人が「大陳義胞」として参列した。同年、蔣介石を主神とする蔣公感恩堂が高雄市旗津区の実践新村に建立された。1977年（民国66年）には蔣公感恩堂から400m離れた地に蔣公報恩観が建立された。蔣介石を崇拝する動きは、大陳人が自身たちのアイデンティティを確立するためのものであると考えられており、2024年には民主進歩党（民進党）政権による去蔣化政策の影響で屏東県新園郷内にある元島民のコミュニティ内に建てられた蔣介石の銅像が国有地内にあることを理由に「移行期正義促進条例」によって撤去命令が出されたが、元島民の蔣介石に対する特別な感情を考慮し、地元中国国民党所属の立法委員の仲介で保存されることになった。

## 著名な台湾大陳人

### 第一世代
- 柯受良 - 俳優、スタントマン。
- 陳金麟 - 宜蘭県議会議員（中国国民党所属）。

### 第二世代
- 柯有倫 - 歌手。柯受良の子。
- 梁文傑（中国語版） - 大陸委員会政務副主任委員、元台北市議会議員（民主進歩党所属）。
- 羅智強 - 立法委員、元台北市議会議員（中国国民党所属）。
- 葉匡時（中国語版） - 元交通部長・高雄市副市長（中国国民党所属）。